# Dessenheim
Dessenheim je občina v departmaju Haut-Rhin francoske regije Alzacija.
Leta 1990 je v občini živelo 928 oseb oz. 48 oseb/km².